# Мутня (приток Рузы)
Му́тня — река в городском округе Шаховская Московской области России, правый приток Рузы.
Длина — 14 км, площадь водосборного бассейна — 53,2 км². Берёт начало у деревни Артёмки, впадает в Рузу у деревни Кстилово, в 6 км ниже Верхнерузского водохранилища. Равнинного типа, питание преимущественно снеговое. Замерзает обычно в середине ноября, вскрывается в середине апреля:7—8.
По данным Государственного водного реестра России, относится к Окскому бассейновому округу. Речной бассейн — Ока, речной подбассейн — бассейны притоков Оки до впадения Мокши, водохозяйственный участок — Руза от истока до Рузского гидроузла.